# Plateau (Québec)
Pour les articles homonymes, voir Plateau.
Le Plateau, couramment désigné plateau de Sainte-Foy, est un des 35 quartiers de la ville de Québec, et un des sept qui sont situés dans l'arrondissement Sainte-Foy–Sillery–Cap-Rouge.

## Portrait du quartier
Le quartier du Plateau est composé principalement de quartiers résidentiels. 
Au conseil municipal de Québec, le quartier est représenté par le district du Plateau.

### Artères principales
- Autoroute Henri-IV (autoroute 73)
- Autoroute Duplessis (autoroute 540)
- Chemin des Quatre-Bourgeois
- Chemin Sainte-Foy
- Boulevard du Versant-Nord
- Boulevard Hochelaga
- Avenue Duchesneau

### Parcs, espaces verts et loisirs

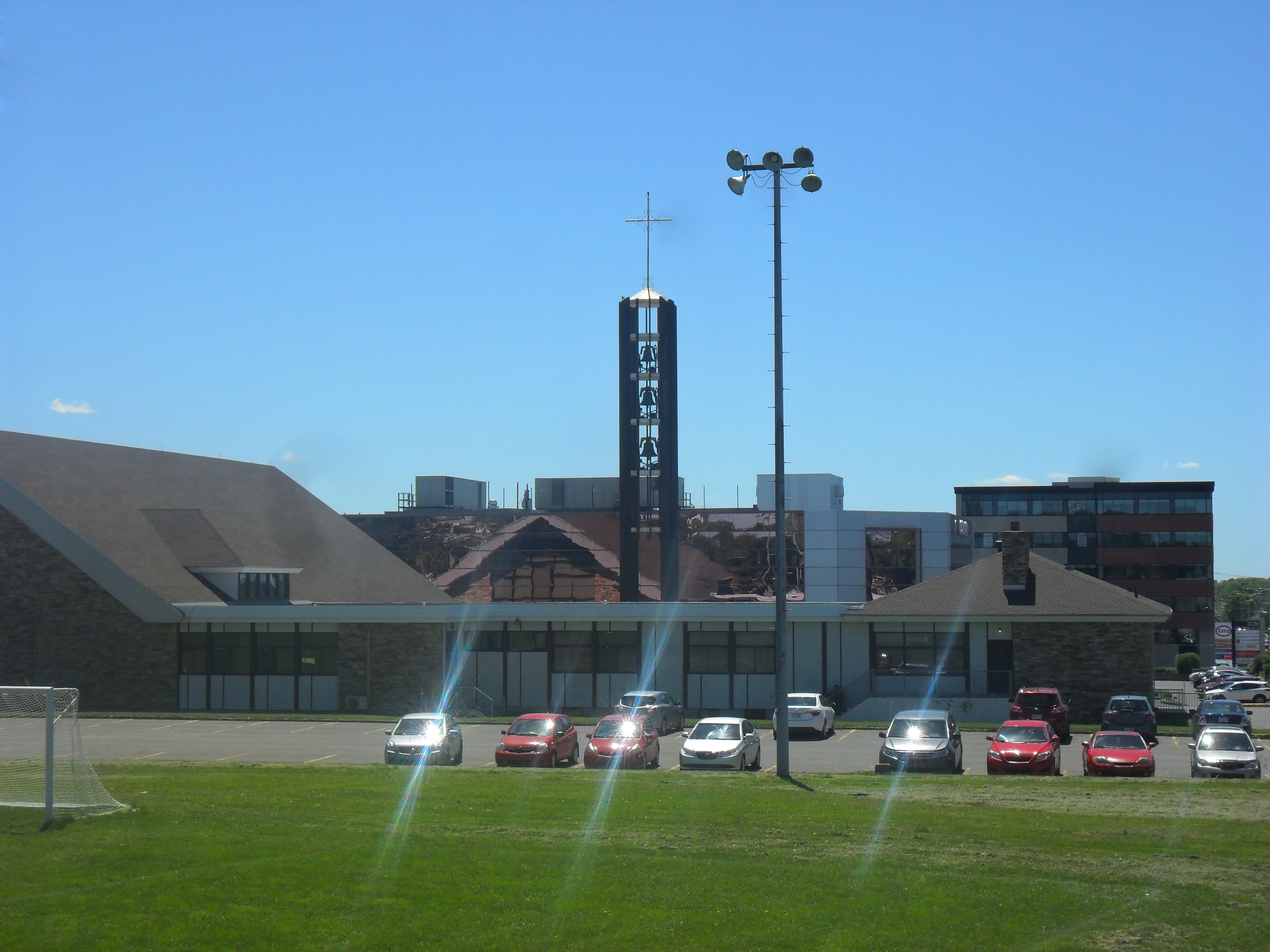
Parc Saint-Mathieu

- Parc Sainte-Geneviève
- Parc Saint-Mathieu

### Édifices religieux

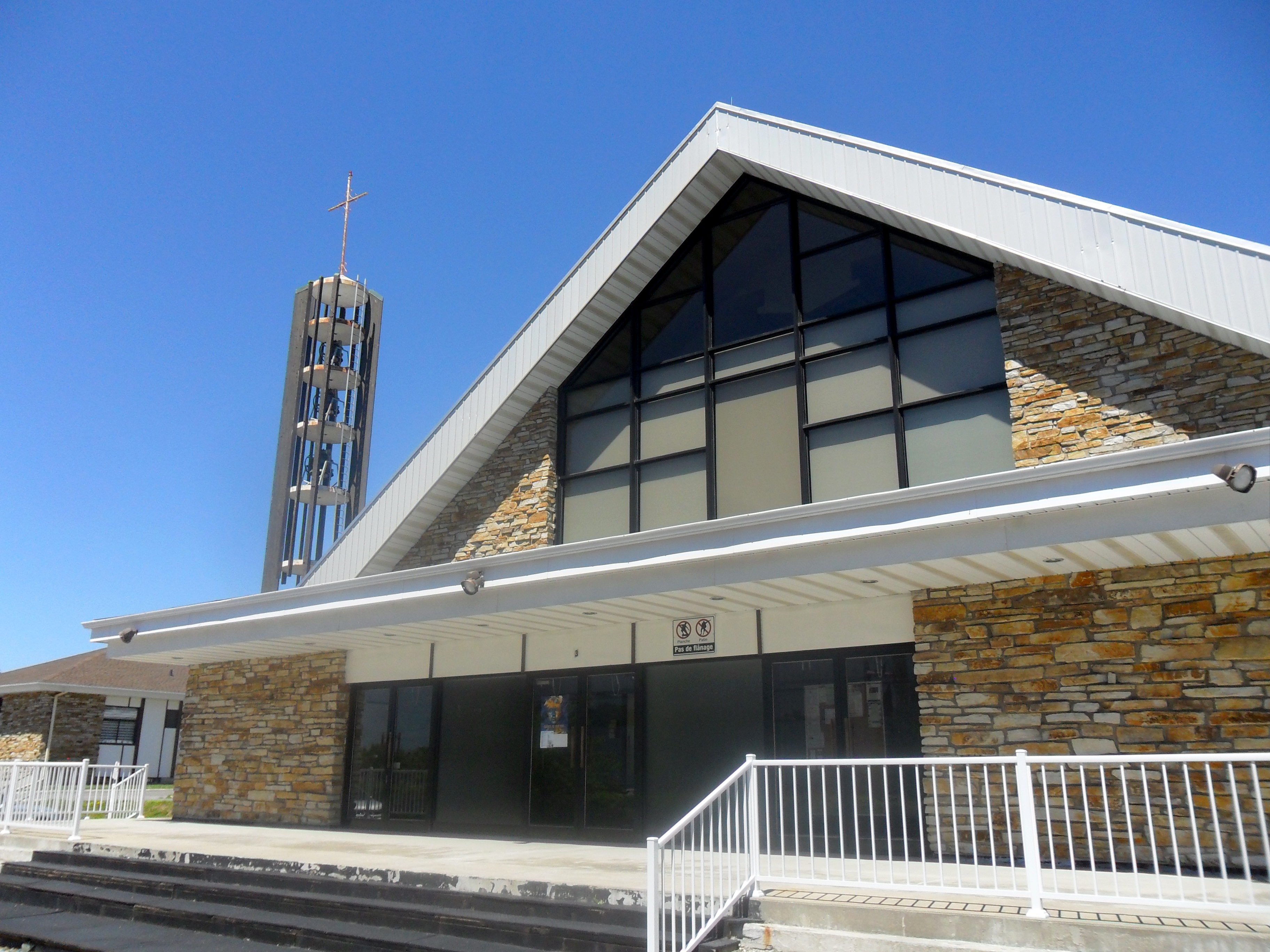
Église Saint-Mathieu

- Église Sainte-Geneviève[1] (1966)
- Église Saint-Mathieu[2] (1966)

### Commerces et entreprises
- Centre commercial Quatre-Bourgeois
- Château Bonne-Entente (hôtel)
- Hôtel Travelodge Québec
- Le Fidéen

## Démographie
Lors du recensement de 2016, le portrait démographique du quartier était le suivant :
- sa population représentait 13,5 % de celle de l'arrondissement et 2,6 % de celle de la ville.
- l'âge moyen était de 40,4 ans tandis que celui à l'échelle de la ville était de 43,2 ans.
- 39,8 % des habitants étaient propriétaires et 60,2 % locataires.
- Taux d'activité de 67,3 % et taux de chômage de 6,4 %.
- Revenu moyen brut des 15 ans et plus : 38 915 $.

| 1996   | 2001   | 2006   | 2011   | 2016   | 2021   |
| ------ | ------ | ------ | ------ | ------ | ------ |
| 14 205 | 13 905 | 13 495 | 13 705 | 13 980 | 14 815 |